# Venezuela en los Juegos Olímpicos de París 2024
Venezuela estuvo representada en los Juegos Olímpicos de París 2024 por un total de 33 deportistas, 18 hombres y 15 mujeres, que compitieron en 11 deportes.
Los portadores de la bandera en la ceremonia de apertura fueron el halterófilo Julio Mayora y la judoka Anriquelis Barrios. El equipo olímpico venezolano no obtuvo ninguna medalla en estos Juegos.